# Мишна
Мишна (на иврит: משנה, „повторение“) е първата част на Талмуда и един от основните текстове на юдаистичния Устен закон.
Наименованието „Мишна“ произлиза от еврейската дума sh n nah – „повтарям“ (от където идва и „уча“, „обучавам“). Мишна (mishnah) се отнася до това, което е научено наизуст чрез повторение, и означава неписаните закони и тяхното изучаване (противоположно на Mikra – Писанието (Тората или Законът) и неговото изучаване).
Според късната равинска традиция, седем седмици след излизането на израелския народ от Древен Египет, заедно с писаните закони, Господ предал на Моисей на планината Синай и неписаните закони. Този устен закон или неписан закон се предавал устно от поколение на поколение, докато достоверното му предаване не било застрашено поради преследванията, на които евреите били подложени. Именно в този момент в края на зугота се заражда Мишната – компилация на устната традиция, свързана с Талмуда, така както била предадена от танаимите (мъдреците), датираща от приблизително 200 г. и съставена от Йехуда Ханаси в Галилея.
Традицията е запазила и критериите, на базата на които да се вземат решения, като по този начин се съставя и корпусът Халаха – практични решения и религиозни закони относно правните, религиозните и ритуалните въпроси, което прави Мишната не само сборник от устно предавани закони, но и официален кодекс на еврейския начин на живот.
Мишна е разделена тематично на шест книги – седери (sedarim – порядъка, откъслеци) – „Зераим“, „Моед“, „Нашим“, „Незикин“, „Кодашим“ и „Тохорот“, които от своя страна се делят на общо шестдесет mesakhot (трактата). Шестте седери с обхванатата от тях тематика са:
- „Зераим“ („Семена“) – молитви и въпроси, свързани със земеделието
- „Моед“ („Празници“) – религиозни празници и свързани с тях ритуали
- „Нашм“ („Жени“) – семейни отношения
- „Незикин“ („Щети“) – гражданско и наказателно право
- „Кодашим“ („Свети неща“) – жертвоприношения и други подобни ритуали
- „Тохорот“ („Очиствания“) – ритуална чистота

Устните закони, предадени от танаимите, които не влезли в състава на Мишната, се наричат Baraita (мн.ч. Baraitot) – „външни“. Около 250 г. част от тези закони била събрана в отделен сборник, наречен Тосефта („допълнение“).